# Limnephilus pati
Limnephilus pati là một loài Trichoptera trong họ Limnephilidae. Chúng phân bố ở miền Cổ bắc.